# Robert Gilchrist
Robert Charles Gilchrist (Londra, 14 ottobre 1990) è un cestista britannico.